# 15371 Steward
15371 Steward (1996 RZ18) là một tiểu hành tinh vành đai chính được phát hiện ngày 15 tháng 9 năm 1996 bởi Spacewatch ở Kitt Peak.